# Guanay (municipio)
Guanay es un municipio de Bolivia ubicado en el departamento de La Paz. El municipio de Guanay es uno de los ocho municipios que conforman la provincia de Larecaja. La capital del municipio es la localidad homónima.  
Según el último censo oficial realizado por el Instituto Nacional de Estadística de Bolivia (INE) en 2012, el municipio cuenta con una población de 14.788 habitantes y está situado a una altitud promedio de 1.000 metros sobre el nivel del mar.
El municipio posee una extensión superficial de 3.429 km² y una densidad de población de 4,31 hab/km² (habitante por kilómetro cuadrado).

## Historia
En febrero de 2023 el municipio de Guanay fue afectado por la crecida repentina y posterior desborde del río Mapiri, afectando a familias que tuvieron que ser evacuadas.

## Demografía
De acuerdo con el censo boliviano de 2024, la población del municipio de Guanay es de 16 373 habitantes.
La población del municipio de Guanay aumentó en una quinta parte entre 1992 y 2024, mientras que la población del pueblo ha cambiado solo ligeramente entre 1992 y 2012:
| Año  | Habitantes (municipio) | Habitantes (localidad) | Fuente                  |
| ---- | ---------------------- | ---------------------- | ----------------------- |
| 1992 | 13 629                 | 3 886                  | Censo boliviano de 1992 |
| 2001 | 11 528                 | 3 890                  | Censo boliviano de 2001 |
| 2012 | 14 788                 | 4 165                  | Censo boliviano de 2012 |
| 2024 | 16 373                 |                        | Censo boliviano de 2024 |

## Transporte
Guanay se encuentra a 230 kilómetros por carretera al norte de La Paz, la sede de gobierno de Bolivia.
Desde La Paz, la ruta nacional parcialmente pavimentada Ruta 3 recorre 160 kilómetros hacia el noreste vía Cotapata hasta Caranavi, de donde se bifurca la Ruta 26 sin pavimentar, que llega a Guanay después de 70 kilómetros y continúa hacia Mapiri y Apolo.